# 四匹の猫
「四匹の猫」（カタルーニャ語: Els Quatre Gatsまたはカタルーニャ語: Els 4 Gats, アルス・クアトラ・ガッツ）は、スペイン・カタルーニャ地方バルセロナのムンシオー通りにあったカフェ。1897年から1903年まで営業し、カフェの他には安宿、キャバレー、パブ、食堂としての機能も備えていた。
建築家のジュゼップ・プッチ・イ・カダファルクがバルセロナのムンシオー通りにカザ・マルティーの設計を担当し、画家のラモン・カザス、サンティアゴ・ルシニョール、ミケル・ウトリーリョ、ペラ・ルメウの4人が、1897年にカザ・マルティーの1階に「四匹の猫」を開店させた。このカフェは19世紀末から20世紀初頭のカタルーニャ地方で興った文化芸術運動であるムダルニズマ中心地となり、展覧会やコンサートなどの表現活動の場、美術雑誌の発行を通じた情報発信の場でもあった。オリジナルのカフェは1903年に閉店したが、1981年には同じ建物の同じ場所に同名のレストランが開店し、主に観光客向けのレストランとして営業している。

## 名称

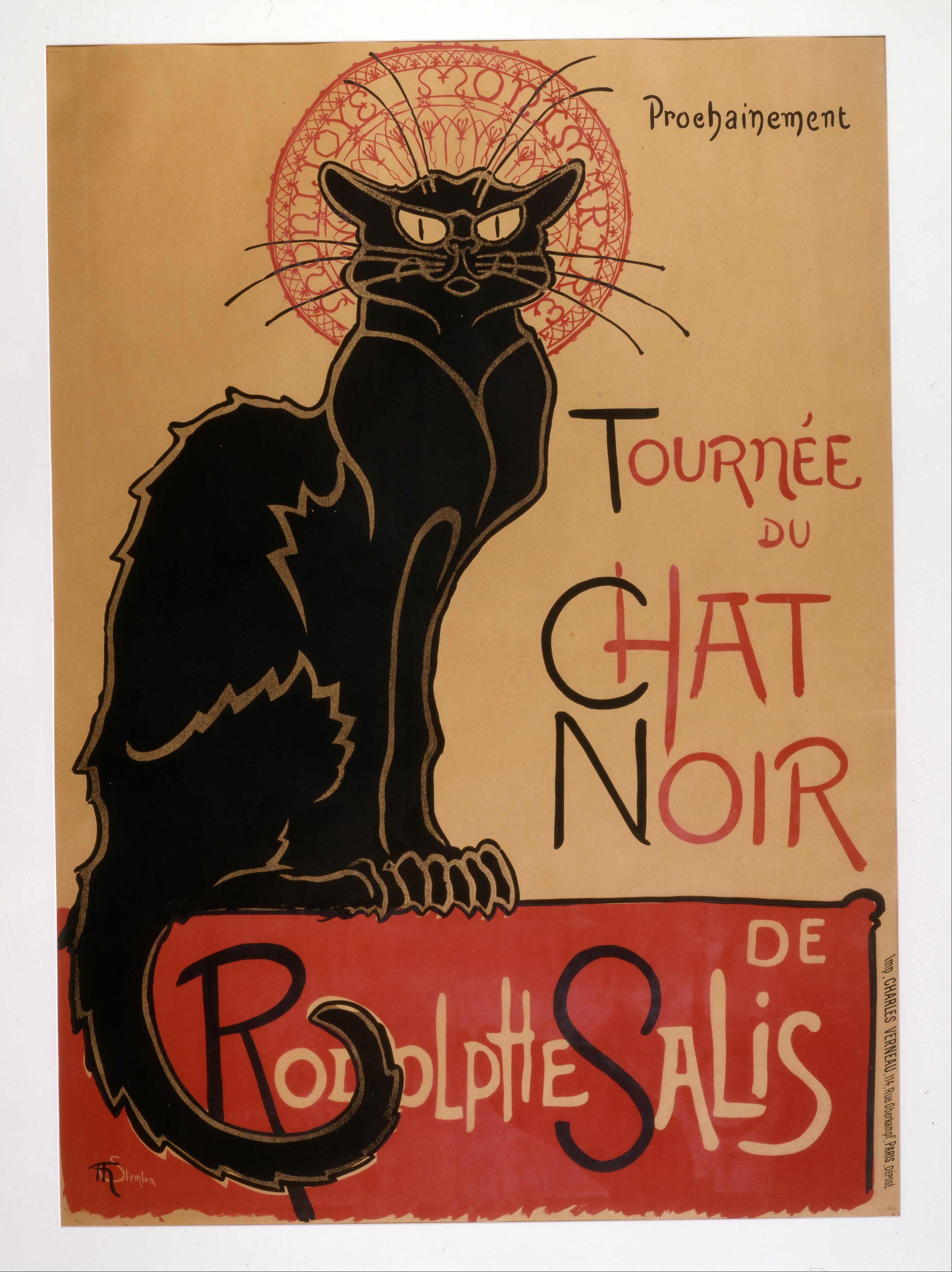
「四匹の猫」のモデルとなったパリの「ル・シャ・ノワール」のポスター（テオフィル・アレクサンドル・スタンラン作）

カタルーニャ語の口語で「ごく少数の人々」を「4匹のネコ」と表すことがあり、カフェの名称はこの口語に由来している。また、設立に関わったペラ・ルメウ、サンティアゴ・ルシニョール、ラモン・カザス、ミケル・ウトリーリョの「4人」はいずれも同時期に著名なキャバレー「ル・シャ・ノワール」（Le Chat Noir, 「黒猫」）があったフランス・パリのモンマルトルを経験しており、「ル・シャ・ノワール」の店主であり1897年5月20日に亡くなったばかりのロドルフ・サリスへのオマージュでもある。

## 立地・建物・内装
カタルーニャの中心都市バルセロナの中心地であるカタルーニャ広場からバルセロナ港に向かって、大通りであるランブラス通りとさほど道幅が広くないプルタル・ジャルダン通りが伸びている。プルタル・ジャルダン通りを下り、2本目の路地であるムンシオー通りを左に折れるとこのカフェが入居するカザ・マルティーがあった。
建物はレンガ造であり、ゴシック様式風の尖塔アーチが用いられた。カフェの店内には、ムンシオー通りに面した入口側の広間、ピアノが置かれた奥の大広間があった。木のテーブルといすが置かれ、壁の下半分にはタイルが貼られた。天井からは鉄製のシャンデリアが吊り下げられ、入口側の広間にはタンデム自転車に乗るカザスとルメウを描いた大きな絵画が飾られていた。

## 歴史

### ムダルニズマの開花
1830年代から1880年代にはカタルーニャ語やカタルーニャ文化の再興を目的とするラナシェンサ（ルネサンス : 「復興」の意味）が起こり、この運動の形態や内面は芸術的には写実主義や象徴主義と結びついた。ラナシェンサ後の19世紀末から20世紀初頭に起こったムダルニズマ（モダニズム : 「近代主義」の意）は、近代のカタルーニャ地方最大の文化芸術運動である。1880年頃には開花の兆しが見えていたが、1885年に『ラベンス』誌上で初めてムダルニズマという言葉が登場し、1888年のバルセロナ万国博覧会で花開いたとされる。建築の分野ではアントニ・ガウディ、リュイス・ドゥメナク・イ・ムンタネー、ジュゼップ・プッチ・イ・カダファルクなどが活躍し、バルセロナを中心としたカタルーニャ地方に新様式の建築物を数多く築いた。美術の分野ではラモン・カザスやサンティアゴ・ルシニョールなどが活躍しており、アカデミズムに失望した若いパブロ・ピカソもバルセロナで暮らしていた。文学の分野ではプルデンシ・バルトラナやカタリナ・アルベルトが小説を書き、ラナシェンサ期の詩人であるジュアン・マラガイも活躍した。言語学の分野ではプンペウ・ファブラが近代カタルーニャ語の規範化に取り組んだ。

### 1897年の開店

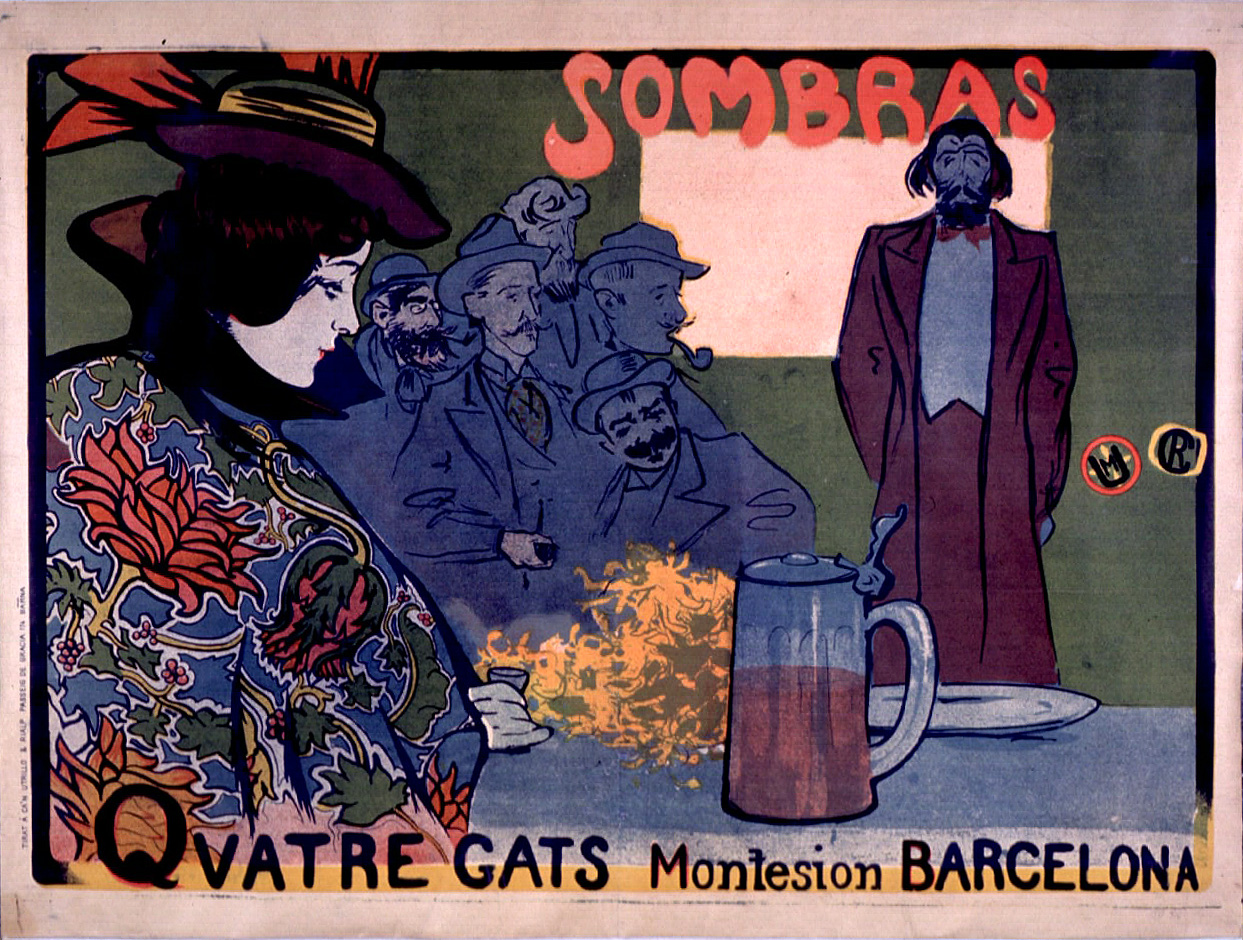
「四匹の猫」の宣伝ビラ

- ラモン・カザス : バルセロナ画壇の大御所。開業資金を提供。雑誌『四匹の猫』を発行。
- サンティアゴ・ルシニョール : 当時のカタルーニャ屈指の画家。
- ミケル・ウトリーリョ : 裏方として実務や雑誌『ペル・イ・プロマ』の発行を担当。
- ペラ・ルメウ（スペイン語版） : 店長であり料理番。

ムダルニズマの拠点としてのカフェを開店させる構想は、ウトリーリョが主導したとされる。裕福なカザス、バルセロナ財界で活躍していた銀行家のマヌエル・ジローナ、実業家のマルティネス・アルデニスが開業資金を出資した。親分肌で人を引き寄せる力があったルシニョールも加わり、パリの「ル・シャ・ノワール」で店長兼司会のような職に経験していたペラ・ルメウも加わった。開店告知ポスターにはルシニョールが以下のような宣伝文句を書いた。カザスは芸術家としての才能には優れるが文化的知識に乏しく、ルシニョールはカリスマ性こそあるもののその生い立ちが影響して継続性が欠けていた。カフェ「四匹の猫」ではウトリーリョが裏方的な役割を担うことで、カザスとルシニョールをムダルニズマの象徴的な位置に立たせることに成功した。建築家のプッチ・イ・カダファルクがカザ・マルティーの設計を担当。この建物はゴシック様式の変形であり、1896年に建物が完成、1897年6月12日にカフェ「四匹の猫」がオープンした。

### ムダルニズマの中心地

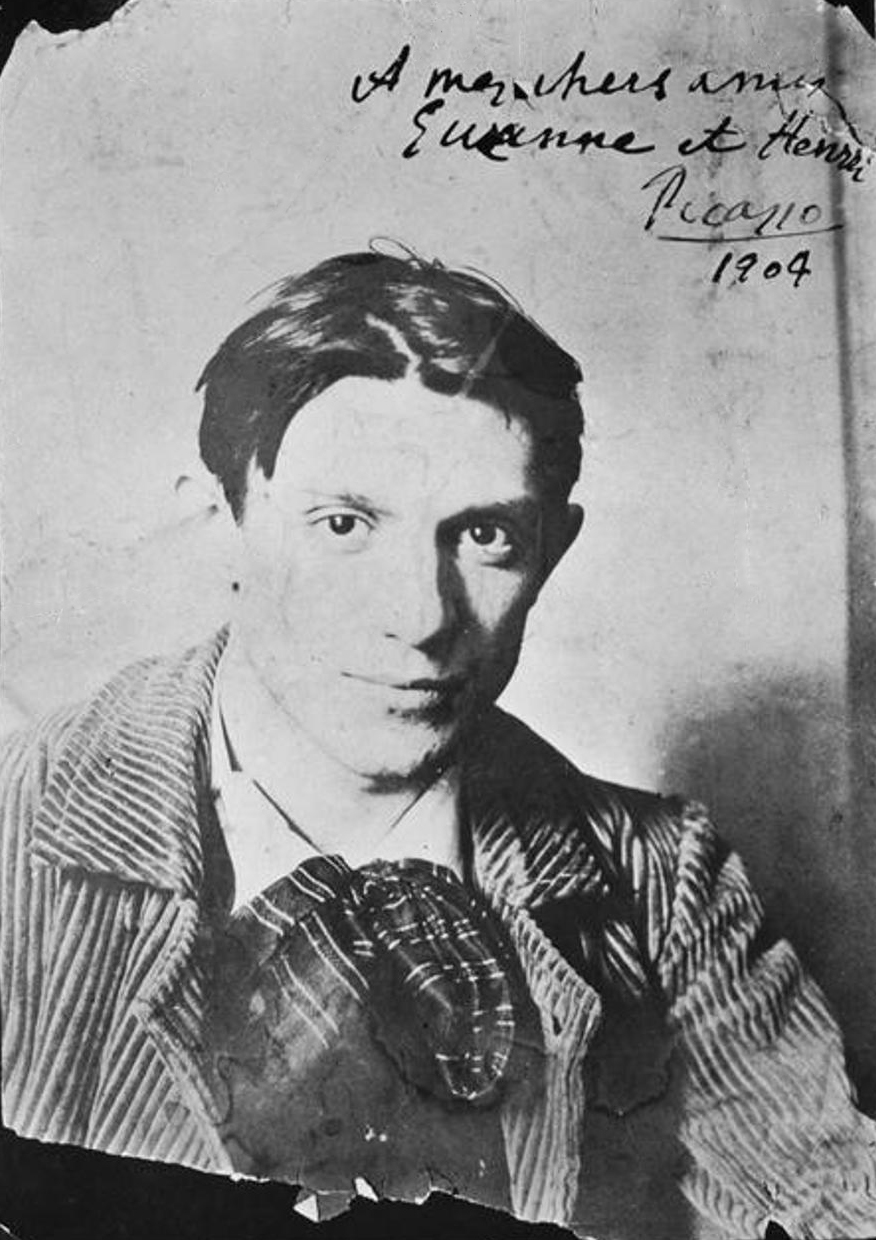
1904年のピカソ

美辞麗句を並べ立てた宣伝文句に反して、実際には「四匹の猫」は来店客を軽視する経営方針を取っていた。数きれのトマトとしなびたレタスによる「サラダ」、卵が1個しかなかったため白身と黄身を半分ずつ皿に盛り付けた「目玉焼き2人前」、バルセロナ港で捕まえたカモメを調理した「鳩肉料理」などが提供された。店内を不潔な状態で維持することも経営方針のひとつだったが、これは常連客である薄汚いボヘミアン芸術家に対する気遣いでもあった。
イベリア半島や南アメリカには、知識人や芸術家がカフェなどに集まって文学や芸術について軽い議論を行うタルトゥリアという集会の伝統がある。例えばペラヨ通りのカフェ・ペラヨでは、劇作家のアンジェル・ギマラー、建築家のリュイス・ドゥメナク・イ・ムンタネー、詩人のジャシン・バルダゲー、建築家のアントニ・ガウディなどが集まってタルトゥリアを行っていた。知識人は新聞や雑誌以外の場で意見を交わすことができ、よく知られたタルトゥリアの場にはバルセロナ市民が見物客として集まったという。「四匹の猫」はタルトゥリアの伝統を受け継いでおり、またパリのキャバレー「ル・シャ・ノワール」からもインスピレーションを受けている。このためカフェとしての営業に加えて、美術展覧会、文学や音楽の集会、人形劇芝居、影絵芝居などが開催された。
パリでは人気があった影絵芝居はバルセロナでは受けず、逆に人形劇芝居は大人気で1903年の閉店まで続いた。常連客はボヘミアン芸術家だったが、人形劇芝居の公演の際には上流階級の子ども連れも集まった。子どもは人形劇芝居に夢中となり、逆に大人は普段は接する機会がないボヘミアン芸術家を観察することを愉しみとした。カタルーニャ出身でロンドンとパリに住んでいたピアニストのイサーク・アルベニスが人形劇芝居のテーマソングを弾くこともあった。
店内の一角には芸術家の指定席である長机が置かれ、そこにはカザスやルシニョールなどの大物芸術家が座った。一方でやや離れた場所には若手芸術家のグループが座り、ピカソなどがそこに座った。彫刻家のフリオ・ゴンサレスもバルセロナ時代には「四匹の猫」に通った。イシドラ・ノネイ、ホアキン・ミール、ピカソの親友だったカルロス・カサヘマス、ジャウマ・サバルテスなどもこのカフェに出入りしていた。「四匹の猫」の営業におけるカザスのパートナーはペラ・ルメウであり、ルメウはルシニョールやウトリーリョなどと同様によくカウンターに立った。ピカソの最初期の個展を含めて、何度か展覧会を開催した。「四匹の猫」に展示されている芸術作品の中でもっとも傑出した作品はカザスによる自画像である。この作品でカザスはルメウとともにタンデム自転車のペダルをこぎながらパイプを咥えている。

### 展覧会の開催
ウトリーリョが発行を担っていた雑誌『ペル・イ・プロマ』は、いくつかの展覧会を後援している。1899年には『ペル・イ・プロマ』の主催によって、カザスの初個展がサラ・パレースで開催された。当時の画家による個展は物故作家の回顧展として開催されるのが常であり、まだ若い存命画家による個展は異例のことだった。カザスはこの個展に油彩27点、肖像画132点、素描61点を展示した。カザスは1900年にもサラ・パレースで2度目の個展を開催しており、油彩画80点以上、肖像画31点、素描48点を展示した。1877年に画材店からギャラリーとなったサラ・パレースはバルセロナ唯一の画廊であり、ムダルニズマが開花していた1900年頃に絶頂期を迎えた。
カザスの初個展と同じ1899年には、ピカソの自身初個展が「四匹の猫」で開催された。しかし大御所のカザスとは異なり、額やガラスは高額であるため用いることができず、作品を壁に直接ピンで留めた簡素な展覧会だった。この初個展はラ・バングアルディア紙で好意的に批評され、ピカソの才能に注目が集まり始めた。店長のルメウはそれまでメニューの表紙イラストをカザスに任せていたが、カザスに代わってピカソが描くこととなった。1900年2月1日には再びピカソの個展が開催され、アール・ヌーヴォーに影響が色濃い線画約150点が展示された。画家を目指すピカソが初めて目標に定めた画家はカザスだったが、カフェでの初個展から3年後の1902年には、画廊であるサラ・パレースでカザスとの二人展を開催するまで知名度を挙げていた。ピカソはバルセロナ在住時にも何度もフランスのパリを訪れているが、1904年にはバルセロナを去ってパリを定住の地とすることになる。

### 「四匹の猫」以外のムダルニズマ
ムダルニズマ最大の建築家であるアントニ・ガウディはルシニョールやカザスなどのボヘミアン芸術家とは価値観の点で大きな相違があり、「四匹の猫」に集う芸術家を嫌っていた。1899年に「四匹の猫」で画家ジャウマ・パイッサの展覧会が開催された際に、パイッサの友人だったガウディがこのカフェを訪れたという記録が残っているのみである。
「四匹の猫」に集まる芸術家は一大派閥を形成していたが、1893年にはその対極に聖リュック芸術サークルが設立された。聖リュック芸術サークルは宗教（カトリック）によって結びつけられた団体であり、ガウディの師匠の一人でもあるジュゼップ・トラス・イ・バジャス司教が顧問を務めた。敬虔なカトリックとなっていたガウディ、図案家のアラグザンドラ・ダ・リケー、画家のジュアンと彫刻家のジュゼップのリモーナ兄弟、アントニ・ウトリーリョなどが参加していた。

### 閉店とムダルニズマの終焉
ルメウの借金のために営業を続けることが困難となり、「四匹の猫」は1903年6月26日に閉店した。1936年にスペイン内戦が勃発するまで、施設は聖リュック芸術サークルによって使用されている。ムダルニズマの終焉は『ジュバントゥット』誌が廃刊となる1906年までとも、ムダルニズマに対する古典主義的な反動であるノウサンティズマが興隆した1911年であるともされる。建築や美術が中心となったムダルニズマに対して、ノウサンティズマは政治や著述が中心であり、ガウディやドゥメナク・イ・ムンタネーといった建築家は1910年代以降にも活躍している。

## 芸術雑誌

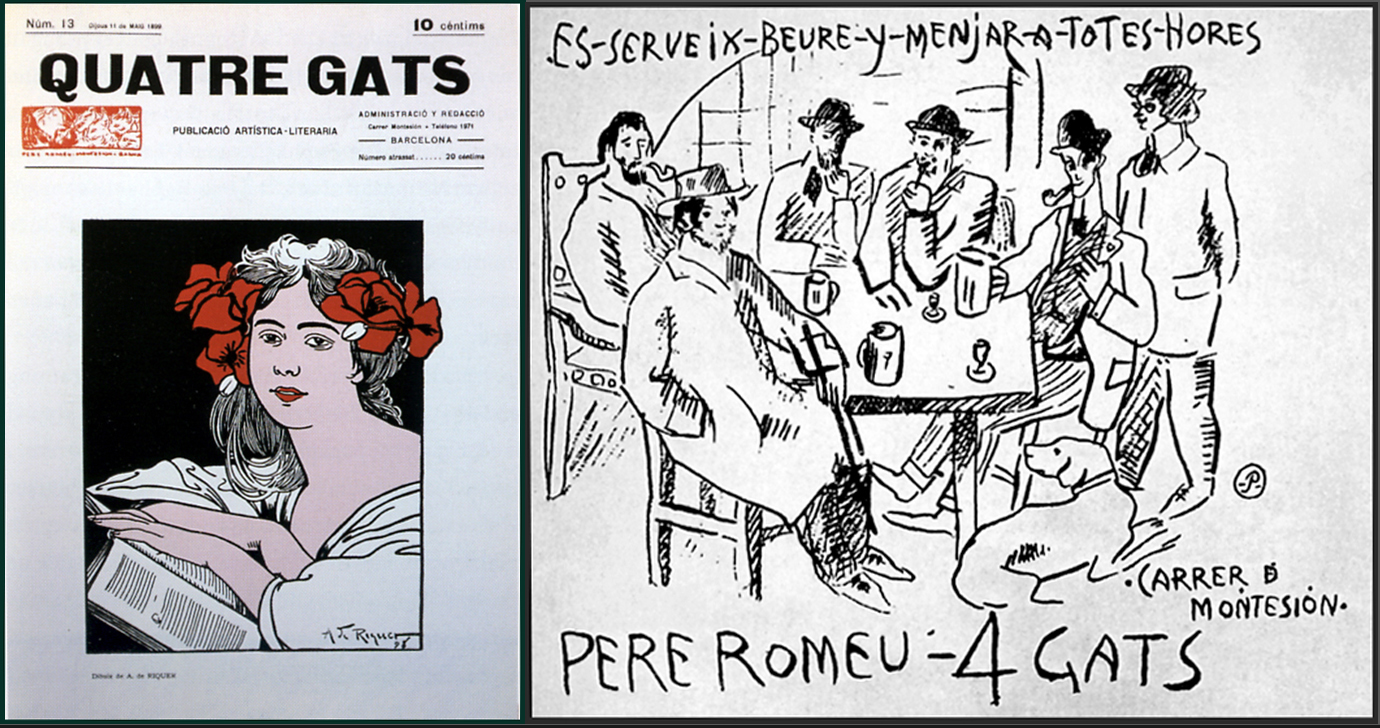
雑誌『四匹の猫』（1899年）

### 『四匹の猫』
19世紀末のバルセロナにおける広報媒体は新聞や雑誌しか存在せず、なおかつ両者は限られた読者層しか持たなかった。そこでカザスが中心となって、カフェ「ル・シャ・ノワール」と同じように「四匹の猫」でも自身の文学・芸術雑誌『四匹の猫』の発行を試みた。文章はカザスとルシニョール、イラストはカザスが担当し、ムダルニズマの広報を果たす週刊誌として1899年に『四匹の猫』の第1号が発行された。
『四匹の猫』には美術や演劇の評論、短編小説、詩などが掲載され、表紙にはカザスを中心としたムダルニズマの画家によるイラストが飾られた。ルシニョールやウトリーリョはパリに滞在するたびにパリ通信を連載した。大判の紙を二つ折りにした計4ページの雑誌ではあったが、当時のバルセロナでは比類するもののない芸術雑誌だった。カザスが中心となった週刊誌『四匹の猫』は長続きせず、第15号で終了した。

### 『ペル・イ・プロマ』
『四匹の猫』の後継誌として『ペル・イ・プロマ』(Pèl i Ploma)が創刊された。カタルーニャ語でPèlは「動物の毛」、Plomaは「羽根」を意味し、転じて絵筆（美術）と羽根ペン（文芸）を意味した。後期の『ペル・イ・プロマ』は約30ページの堂々たる月刊誌であり、豊富な図版が特徴の美術雑誌だった。『ペル・イ・プロマ』にはバルセロナの著名な文化人のチャコール（木炭）スケッチなどに加え、カザスの油絵の回顧録なども収録されている。カフェ「四匹の猫」は1903年6月に閉店したが、『ペル・イ・プロマ』は100号まで発行を続け、閉店より6か月後に廃刊となった。
『ペル・イ・プロマ』の発行を主導したのは、カフェ「四匹の猫」でも裏方としてカザスらを支えたウトリーリョである。ウトリーリョは『ペル・イ・プロマ』の後継誌として1904年に『フォルマ』を創刊したが、ムダルニズマのピークは既に過ぎており、1908年に廃刊となった。

## レストラン「4匹の猫」
バルセロナ織物組合の倉庫として使用されていた時期もあったが、1970年代にはレストラン経営者のグループがカフェを復活させることを試みた。ピカソの生誕100年にあたる1981年には、ムダルニズマの時代と同じ建物の同じ場所に同名のレストラン「4匹の猫」が開店した。このレストランは主に観光客向けのレストランとして営業している。

## 文献

### その他の文献
- 孝岡, 睦子 (2008), “「四匹の猫」と『クアトラ・ガッツ』”, 美術史論集 (8):  111-136
- McCully, Marylin (1978). Els Quatre Gats: Art in Barcelona around 1900. Princeton, USA: Princeton University Press